# Volker Tönsfeldt

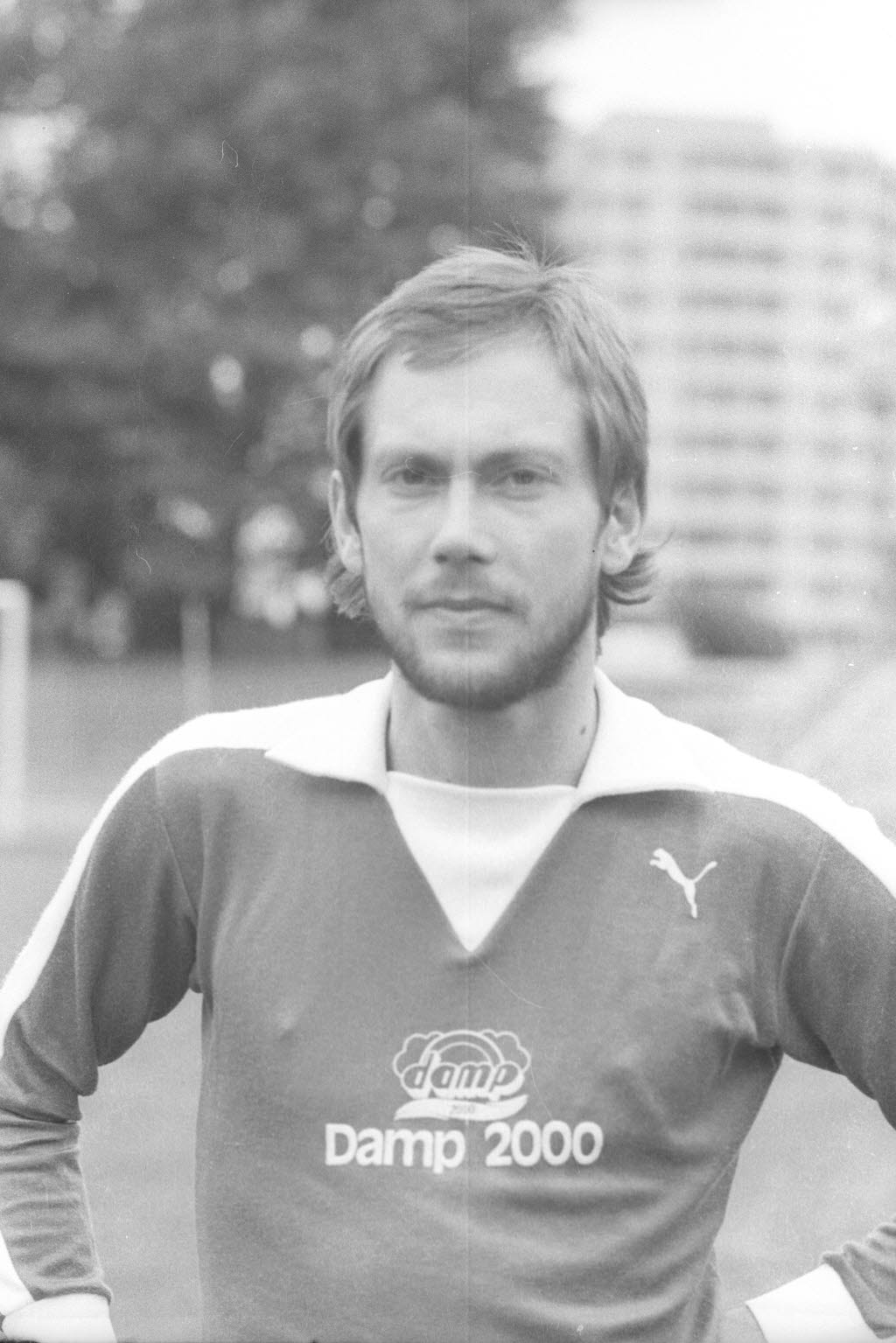
Volker Tönsfeldt (1978)

Volker Tönsfeldt (* 24. November 1952 in Einfeld) ist ein ehemaliger deutscher Fußballspieler.

## Laufbahn
Tönsfeldt spielte von 1965 bis 1970 bei Holstein Kiel, in der Saison 1970/71 beim SV Friedrichsort, 1971 kehrte der Stürmer zu Holstein zurück. 1977 erreichte er mit den Kielern die Aufstiegsrunde zur 2. Fußball-Bundesliga. 1978 zog man erneut in diese Runde ein und schaffte diesmal den Sprung in die zweithöchste deutsche Spielklasse. Im Oktober 1979 lehnte er ein Angebot des FC St. Pauli ab und blieb in Kiel. Bis Mai 1980 bestritt Tönsfeldt für Holstein 52 Zweitligaspiele und erzielte elf Tore. Insgesamt brachte er es für die Mannschaft auf 164 Einsätze und 20 Tore. Bei Holstein spielte er an der Seite seines Bruders Dietmar Tönsfeldt.
1980 zog er zu seiner Ehefrau nach Stockholm (Schweden). In dem Land spielte Tönsfeldt 1980 (sieben Ligaeinsätze) und 1981 (15 Ligaeinsätze) in der höchsten Liga des Landes, Fotbollsallsvenskan, bei Djurgårdens IF und 1983/84 bei Sundbyberg. Beruflich wurde Tönsfeldt als Rechtsanwalt mit Fachbereich Zivilrecht tätig.